# Девон (Пенсільванія)
Девон (англ. Devon) — переписна місцевість (CDP) в США, в окрузі Честер штату Пенсільванія. Населення — 1580 осіб (2020).

## Географія
Девон розташований за координатами 40°2′56″ пн. ш. 75°25′36″ зх. д. / 40.04889° пн. ш. 75.42667° зх. д. (40.048947, -75.426792).  За даними Бюро перепису населення США в 2010 році переписна місцевість мала площу 1,58 км², з яких 1,58 км² — суходіл та 0,00 км² — водойми.

## Демографія
Згідно з переписом 2010 року, у переписній місцевості мешкало 1515 осіб у 570 домогосподарствах у складі 427 родин. Густота населення становила 958 осіб/км².  Було 585 помешкань (370/км²).
Расовий склад населення:
| - 92,5 % — білих - 4,4 % — азіатів - 1,1 % — чорних або афроамериканців |

До двох чи більше рас належало 1,8 %. Частка іспаномовних становила 2,1 % від усіх жителів.
За віковим діапазоном населення розподілялося таким чином: 29,8 % — особи молодші 18 років, 54,9 % — особи у віці 18—64 років, 15,3 % — особи у віці 65 років та старші. Медіана віку мешканця становила 42,4 року. На 100 осіб жіночої статі у переписній місцевості припадало 89,4 чоловіків;  на 100 жінок у віці від 18 років та старших — 86,5 чоловіків також старших 18 років.
Середній дохід на одне домашнє господарство  становив 209 759 доларів США (медіана — 176 042), а середній дохід на одну сім'ю — 223 668 доларів (медіана — 200 114). За межею бідності перебувало 1,2 % осіб, у тому числі 1,3 % дітей у віці до 18 років та 9,5 % осіб у віці 65 років та старших.
Цивільне працевлаштоване населення становило 961 особа. Основні галузі зайнятості: освіта, охорона здоров'я та соціальна допомога — 28,1 %, фінанси, страхування та нерухомість — 22,8 %, науковці, спеціалісти, менеджери — 16,9 %.